# Carolina Möbis
Carolina Möbis-Behrends (* 1979 in Berlin) ist eine deutsche Autorin.

## Leben
Carolina Möbis wuchs in Wiehe, Thüringen auf, ihr Studium in Leipzig schloss sie als Magister in Anglistik und Religionswissenschaften ab. Sie ist verheiratet und lebt in Koblenz.
Für kurze Zeit arbeitete sie nach ihrem Studium beim Arbeitsamt, doch diesen Job gab sie für ihre schriftstellerische Tätigkeit schnell auf. Über ihre Hobbys (Rollenspiele) kam sie zum Schreiben von Fantasy- und Science-Fiction-Literatur. Ihr Debütroman Duo Infernale wurde 2008 für den Deutschen Phantastik-Preis, in der Sparte Romandebüt, nominiert und erreichte den dritten Platz. Für den Spin-off der Perry-Rhodan-Serie, Perry-Rhodan-Action, verfasste sie einen Heftroman in der dritten Staffel.

## Veröffentlichungen
Im Rahmen der BattleTech-Serie bei Fantasy Productions:
- Duo Infernale (2007) – ISBN 978-3-89064-498-1
- Royal Flush (2008) – ISBN 978-3-89064-620-6

Im Rahmen der Perry-Rhodan-Action-Serie:
- Band 26 – Der Tod in Terrania

Im Rahmen der Bad-Earth-Reihe im Zaubermond-Verlag:
- Band 29 – Das Geheimnis der Auruunen (mit Manfred Weinland, 2012)

Im Rahmen der Hundstage-Reihe (DSA, 2010):
- Band 1 – Hundesöhne
- Band 5 – Hundsfott

Im Rahmen der Earthdawn-Serie beim Uhrwerk Verlag:
- Band 1  Die zweite Garde – ISBN 978-3-95867-253-6